# Motore modulare Volvo
I motori modulari Volvo costituiscono un'ampia famiglia di motori a scoppio prodotti a partire dal 1990 dalla casa automobilistica svedese Volvo.

## Caratteristiche e versioni

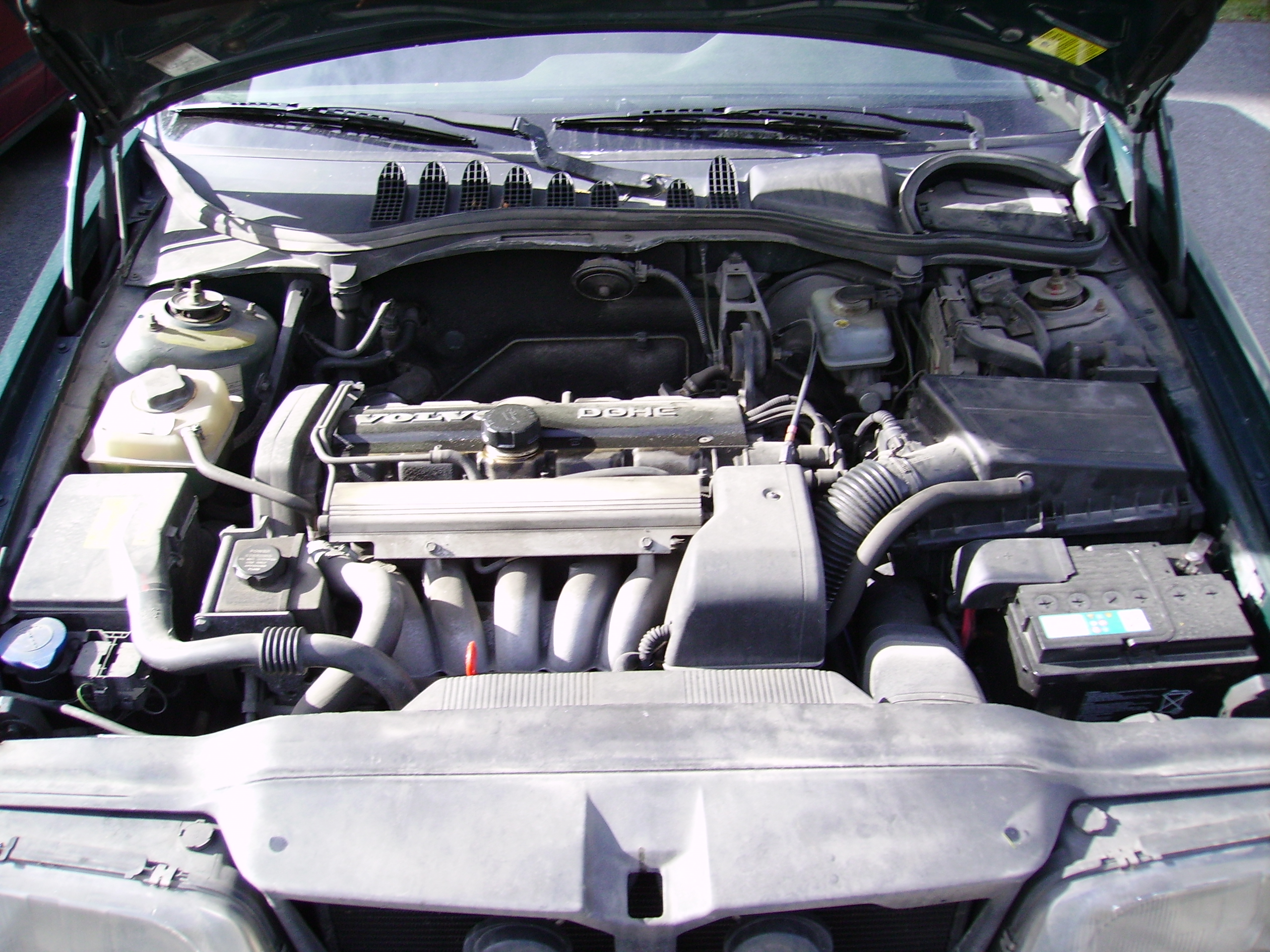
Vista di un motore modulare da 2.5 litri su una Volvo 850

Questa famiglia di motori nasce come gamma di fascia alta per equipaggiare i modelli Volvo di Segmento E dell'epoca. Il primo a debuttare è stato il 2.9 B6304S. Successivamente da questo motore vennero derivate anche versioni di cilindrata minore che nel giro di alcuni anni finirono per equipaggiare tutti i modelli della Casa di Göteborg. Inoltre, grazie all'alleanza commerciale con la francese Renault, che vigeva da diversi anni (basti pensare al motore PRV o al fatto che la Renault forniva già negli anni settanta i suoi motori per alcuni modelli Volvo), anche alcuni modelli Renault poterono montare un paio di questi propulsori.

Nonostante la varietà di versioni e di architetture dei motori modulari Volvo (all'interno della stessa famiglia possono essere a 4, a 5 o anche a 6 cilindri), non sono poche le caratteristiche in comune all'intera famiglia. Tra esse vi sono:
- architettura generale a cilindri in linea;
- basamento e testata in lega di alluminio;
- testata a 4 valvole per cilindro;
- valvole in testa;
- distribuzione a doppio albero a camme in testa;
- alimentazione a iniezione elettronica multipoint;
- bielle fratturate in acciaio forgiato.

I motori modulari Volvo coprono un range di cilindrate che va da 1.9 a 3 litri. Tutte le versioni sono state costruite nello stabilimento di Skövde, non lontano dalla sede centrale della Casa. Di seguito viene riportata una breve descrizione di ogni versione.

### B420 (1.9 litri)

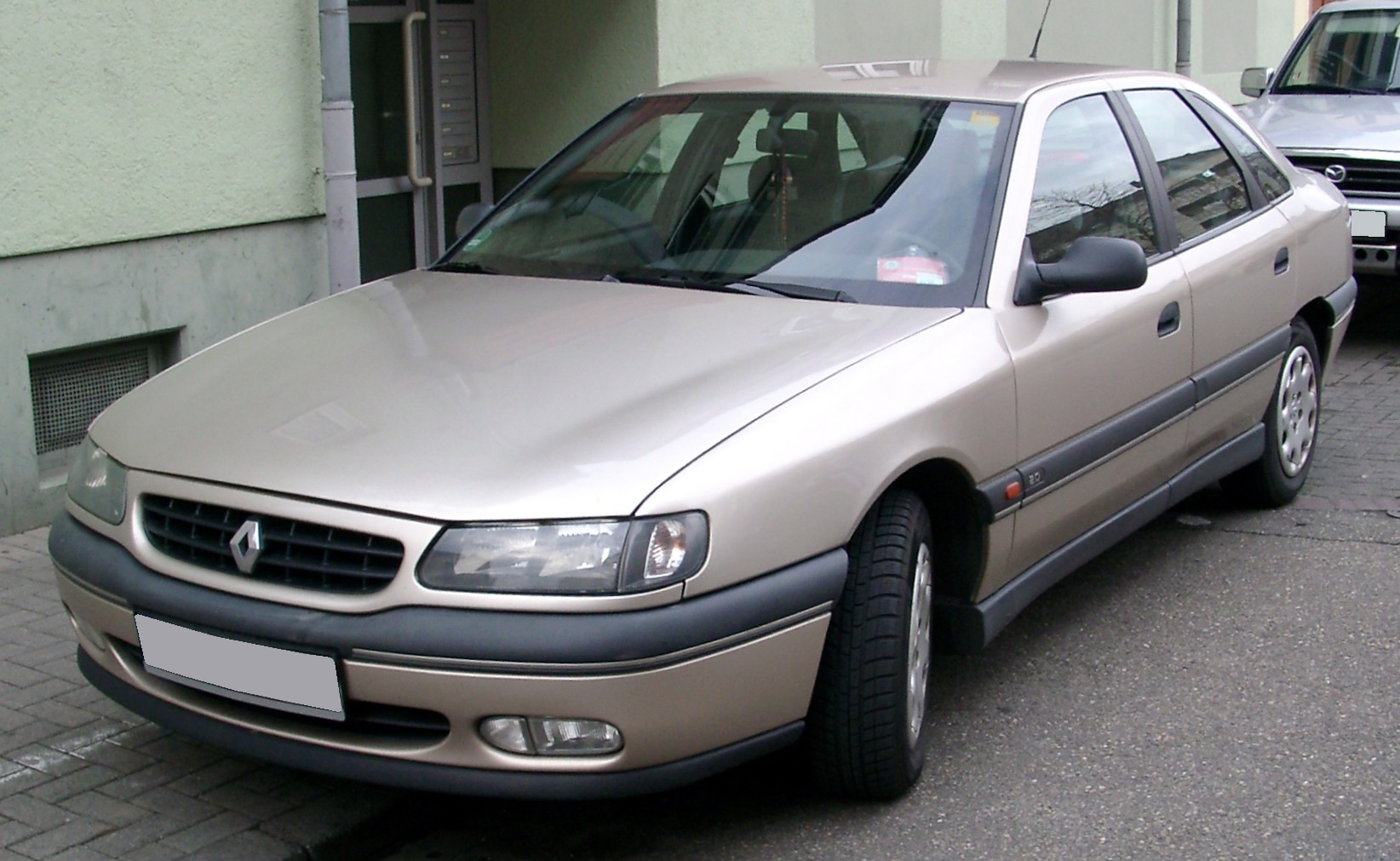
Le Safrane 2.0 16v post-restyling montavano il motore N7Q

Sebbene sia stato sempre descritto come un 2 litri, questo motore è in realtà un 1.9. Si tratta della più piccola unità motrice appartenente ai motori modulari Volvo. Questa unità motrice è imparentata con il 2.4 B524, che ha debuttato nel 1992, ma a differenza di quest'ultima ha un cilindro in meno (4 anziché 5) e l'albero motore a 5 supporti di banco anziché 6. Progettato e realizzato in joint-venture con Renault, questo motore utilizza alcune componenti derivate dai motori Cleon della Casa francese, ed è stato prodotto negli stabilimenti Volvo della città di Skövde. Come l'unità motrice più grande è caratterizzata da misure di alesaggio e corsa pari a 83x90 mm, che in questo caso danno luogo a una cilindrata totale di 1948 cm³ (ad eccezione del B4194T). Questo motore è stato proposto in più varianti diverse tra loro e descritte di seguito:
- B4204S: con questa sigla viene indicata la versione aspirata di base del 1.9 modulare Volvo. Questo motore è un 4 cilindri caratterizzato da un rapporto di compressione di 10.5:1, eroga una potenza massima di 140 CV a 6000 giri/min e una coppia massima di 183 N m a 4500 giri/min. L'albero a gomiti è su 5 supporti di banco. Quest'unità motrice rispettava le normative Euro 2 ed è stata tolta di produzione nel 2000 in vista dell'arrivo delle normative Euro 3 (che però non sarebbero entrate in vigore che a partire dal 1º gennaio 2001). È stato anche utilizzato dalla Renault, che identificava questo propulsore con la sigla N7Q.
- B4204S2: in vista delle normative Euro 3, la Casa svedese all'inizio del 2000 equipaggiò alcuni suoi modelli con questa nuova versione del 1.9 aspirato, che si differenziava dalla precedente per un leggero decremento della potenza massima, scesa a 136 CV a 5800 giri/min, mentre la coppia massima è leggermente salita, fino a 190 Nm a 4000 giri/min.
- B4204T: con questa sigla viene indicata la variante sovralimentata del motore 1.9 modulare. La cilindrata è la medesima, ma il rapporto di compressione è sceso fino a 9:1. Grazie all'apporto di un turbocompressore corredato di intercooler TD04L-12T a bassa pressione (0,6 bar), la potenza sale a 165 CV a 5250 giri/min, mentre la coppia massima è di 240 N m pressoché costanti tra 1800 e 4500 giri/min. Questo motore ha trovato applicazione sulle Volvo S40 e V40 Mk1 2.0 T prodotte dal 1998 al 2003. Questo motore ha subito pochi aggiornamenti di dettaglio nel corso della sua carriera, che hanno finito per suddividere questo motore in tre sottovarianti tutto sommato assai simili tra loro e che vengono identificate con un numero in fondo alla sigla del motore (B4204T, B4204T2, B4204T3, ecc).
- B4204T5: questa evoluzione del sovralimentato appena descritto è stata introdotta all'inizio del 2001 ed è andata a sostituire il precedente 1.9 Turbo da 200 CV (da 1855 cm³, quindi un altro motore) mantenendo la turbina TD04L-14T. In questo caso il rapporto di compressione è ulteriormente sceso, arrivando a 8.5:1. La potenza massima era di 200 CV a 5500 giri/min, con una coppia massima di 300 N m a 2500 giri/min. Questo motore è stato montato sulle Volvo S40 e V40 2.0 T4 prodotte dal 2001 al 2003.
- B4194T: questo motore dalla cilindrata di 1855 cm³ è caratterizzato da misure di alesaggio e corsa pari a 81x90 mm ed è la prima versione del B4204T5 con il quale condivide alcuni dati come il rapporto di compressione pari a 8.5:1 e la potenza di 200 CV. Veniva gestito da una centralina motore Siemens EMS 2000 mentre la turbina  è una TD04L-14T. Questo motore è stato montato sulle Volvo S40 e V40 T4 prodotte dal 1998 al 1999

#### Riepilogo caratteristiche e applicazioni
| Variante | Rapporto di compressione | Alimentazione                               | Potenza CV/rpm | Coppia Nm/rpm | Applicazioni                           | Anni di produzione |
| -------- | ------------------------ | ------------------------------------------- | -------------- | ------------- | -------------------------------------- | ------------------ |
| B4204S   | 10,5                     | Iniezione elettronica multipoint            | 140/6000       | 183/4500      | Volvo S40/V40 2.0 16v                  | 1996-99            |
| B4204S   | 10,5                     | Iniezione elettronica multipoint            | 140/6000       | 183/4500      | Renault Laguna Mk1 2.0 16v RTI/RXE/GSC | 1995-98            |
| B4204S   | 10,5                     | Iniezione elettronica multipoint            | 140/6000       | 183/4500      | Renault Safrane 2.0 16v RXE            | 1996-2000          |
| B4204S2  | 10,5                     | Iniezione elettronica multipoint            | 136/5800       | 190/4000      | Volvo S40/V40 2.0 16v                  | 2000-04            |
| B4204T   | 9                        | Iniezione elettronica + turbo e intercooler | 165/5250       | 240/1800-4500 | Volvo S40/V40 2.0 T                    | 1998-2004          |
| B4204T5  | 8,5                      | Iniezione elettronica + turbo e intercooler | 200/5500       | 300/2500-4000 | Volvo S40/V40 2.0 T4                   | 2001-04            |
| B4194T   | 8,5                      | Iniezione elettronica + turbo e intercooler | 200/5500       | 300/2400-3600 | Volvo S40/V40 2.0 T4                   | 1998-99            |

### B523 (2.3 litri)

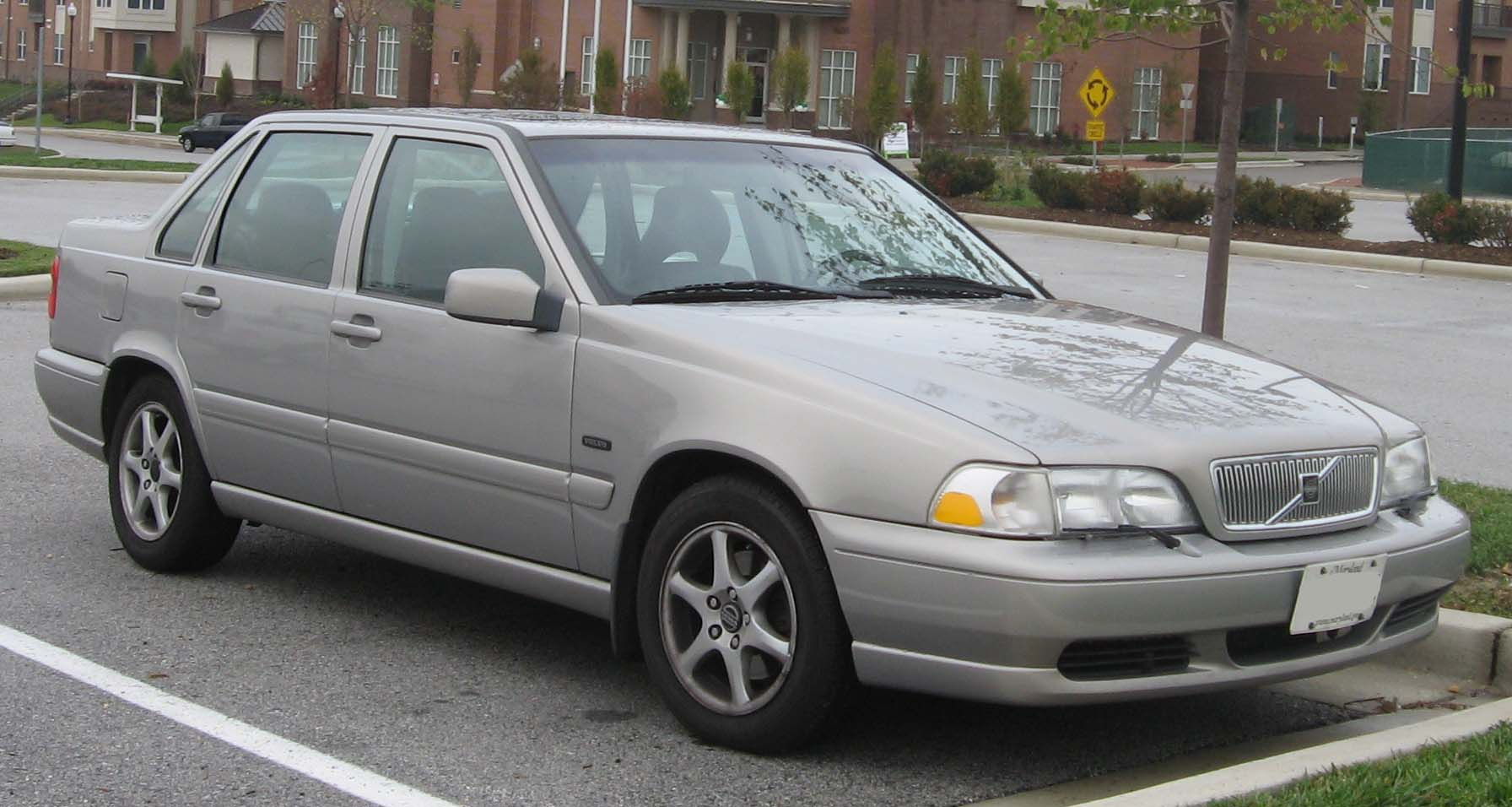
Le Volvo S70 costituiscono un esempio delle applicazioni del motore B5234FS

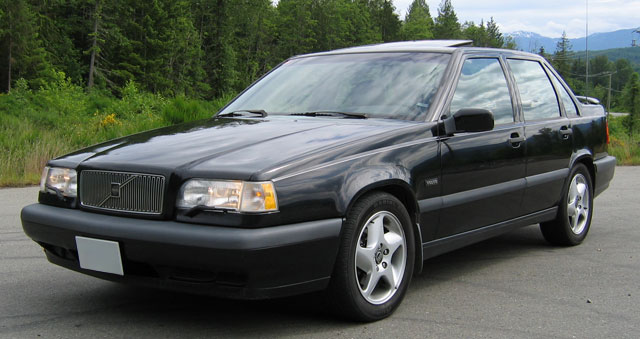
Le Volvo 850 di punta montavano il 2.3 Turbo B5234T

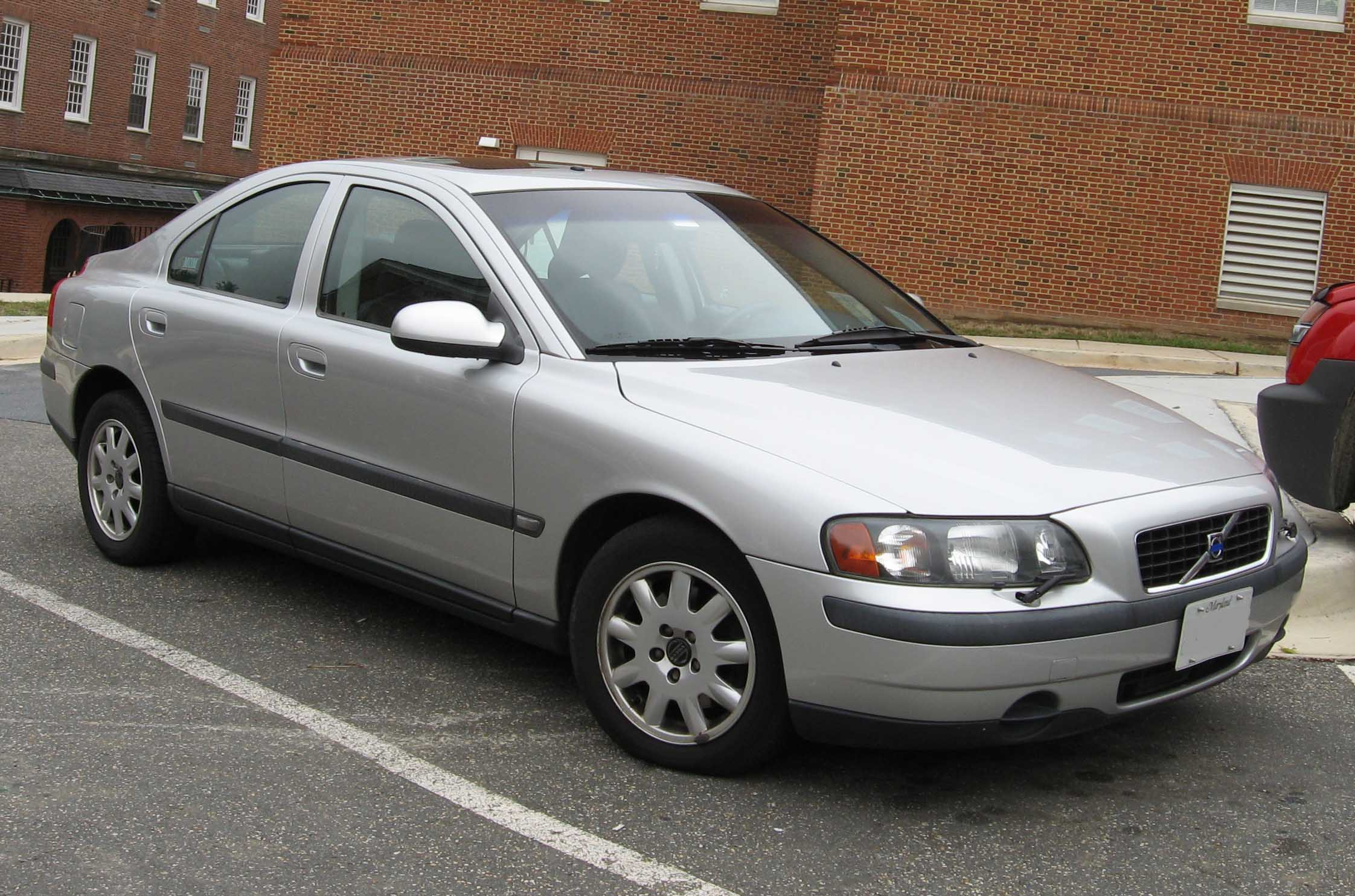
Le S60 pre-restyling montavano motori 2.3 Turbo B5234T4

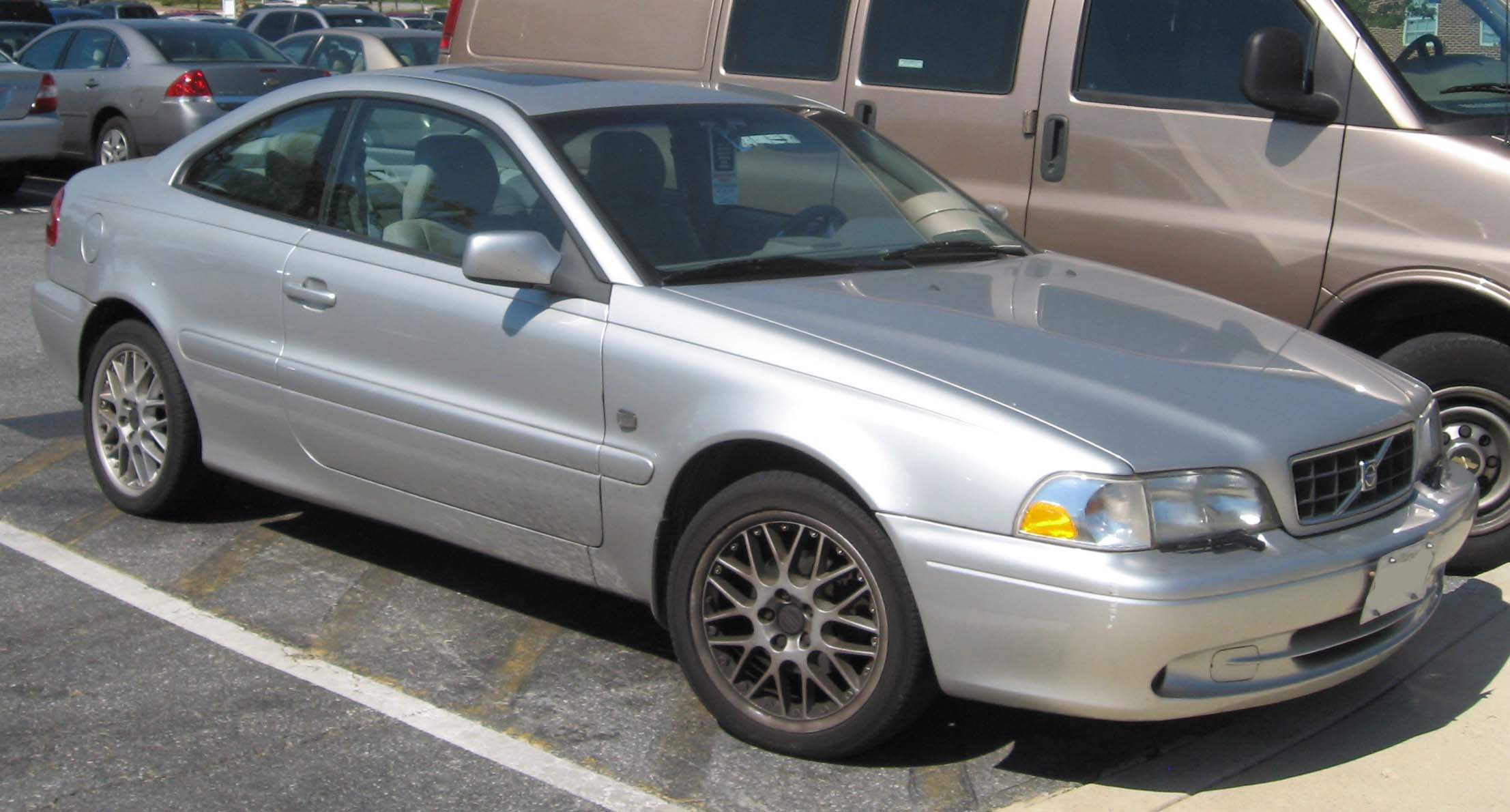
La bella coupé C70 prima serie montava anche un motore B5234T5

Questo motore è nato alcuni anni prima dei motori B420, ma ha avuto una carriera più lunga ed è stato tolto di produzione più tardi: esso si situa un gradino più in alto dei motori B420. È infatti un 5 cilindri in linea caratterizzato dall'alesaggio di 81 mm, ferma restando la corsa di 90 mm. La cilindrata totale è quindi di 2319 cm³. L'albero motore ruota su 6 supporti di banco. Questo motore è stato prodotto in più varianti, le cui caratteristiche e applicazioni sono riportate di seguito:
- B5234FS: questa variante, l'unica aspirata del gruppo, non è mai stata proposta su modelli destinati al nostro mercato. Il rapporto di compressione è pari a 10,5:1 e la potenza massima raggiunge 163 CV a 6200 giri/min. Nel 1998, il propulsore ha usufruito di un leggerissimo aggiornamento, grazie al quale la stessa potenza è stata resa disponibile a 6000 giri/min. L'alimentazione a iniezione era gestita da una centralina Bosch.
- B5234T: questa è una delle varianti sovralimentate che compongono la quasi totalità del gruppo dei motori B523. Qui il rapporto di compressione è stato ridotto da 10,5:1 a 8,5:1. L'alimentazione è affidata a una centralina Bosch. È presente anche un collettore di aspirazione a geometria variabile. La sovralimentazione avviene tramite un turbocompressore Mitsubishi TD04HL, coadiuvato da un intercooler aria/aria. La potenza massima raggiunge 226 CV a 5280 giri/min, con un picco di coppia pari a 300 N m a 2000 giri/min.
- B5234T2: è una versione depotenziata della precedente motorizzazione: erogava infatti 218 CV a 5100 giri/min, mantenendo invariate le altre caratteristiche.
- B5234T3: In alcuni mercati (tra cui l'Italia), nel biennio 1996-97 è stata introdotta l'unità B5234T3, un potente motore che, fermo restando il rapporto di compressione a 8,5:1, ha visto salire la propria potenza fino a 250 CV a 5400 giri/min. La coppia massima, invece, raggiungeva i 350 N m costanti in un range compreso tra i 2400 e i 5000 giri/min. Il propulsore era dotato anche di dispositivo overboost.
- B5234T4: qualche anno dopo, il motore B5234T3 è stato riproposto in una edizione leggermente aggiornata, e consistente nel poter erogare la stessa potenza a 5200 giri/min, ma con un picco di coppia sceso a 330 Nm, erogati sempre tra 2400 e 5000 giri/min. In questa configurazione, il motore prese la sigla B5234T4.
- B5234T5: questo motore è stato introdotto nel 1997, come ulteriore variante del 2.3 modulare sovralimentato: gli aggiornamenti hanno fatto in modo da limitare leggermente la potenza massima, che è scesa così a 240 CV a 5300 giri/min, con un picco di coppia pari a 330 N m a 2000 giri/min. Sempre presenti lo scambiatore di calore e l'overboost.
- B5234T7: quest'unità è stata l'ultima in ordine cronologico a essere lanciata e fra i 2.3 modulari Volvo sovralimentati è la meno potente. Eroga infatti 200 CV a 5200 giri/min.

Di seguito vengono riepilogate caratteristiche e applicazioni dei motori B523:
| Variante | Rapporto di compressione | Alimentazione                                          | Potenza CV/rpm | Coppia Nm/rpm | Applicazioni                         | Anni di produzione |
| -------- | ------------------------ | ------------------------------------------------------ | -------------- | ------------- | ------------------------------------ | ------------------ |
| B5234FS  | 10,5                     | Iniezione elettronica                                  | 163/6200       | -             | Volvo 850 2.3                        | 1993-97            |
| B5234FS  | 10,5                     | Iniezione elettronica                                  | 163/6200       | -             | Volvo S70 2.3                        | 1997-99            |
| B5234FS  | 10,5                     | Iniezione elettronica                                  | 163/6200       | -             | Volvo V70 Mk1 2.3                    | 1997-99            |
| B5234T   | 8,5                      | Iniezione elettronica + turbocompressore e intercooler | 226/5280       | 300/2000      | Volvo 850 2.3 T5                     | 1994-96            |
| B5234T   | 8,5                      | Iniezione elettronica + turbocompressore e intercooler | 226/5280       | 300/2000      | Volvo 850 2.3 turbo 20v R Automatica | 1996-97            |
| B5234T2  | 8,5                      | Iniezione elettronica + turbocompressore e intercooler | 218/5100       | 300/2000      | Volvo 850 2.3 T5                     | 1996-97            |
| B5234T3  | 8,5                      | Iniezione elettronica + turbocompressore e intercooler | 250/5400       | 350/2400-5000 | Volvo 850 turbo 20v R                | 1996-97            |
| B5234T3  | 8,5                      | Iniezione elettronica + turbocompressore e intercooler | 250/5400       | 350/2400-5000 | Volvo S70 R                          | 1997-2000          |
| B5234T4  | 8,5                      | Iniezione elettronica + turbocompressore e intercooler | 250/5200       | 330/2400-5000 | Volvo S60 Mk1 2.3 T5                 | 2000-04            |
| B5234T4  | 8,5                      | Iniezione elettronica + turbocompressore e intercooler | 250/5200       | 330/2400-5000 | Volvo V70 Mk2 2.3 R                  | 2000-04            |
| 'B5234T5 | 8,5                      | Iniezione elettronica + turbocompressore e intercooler | 240/5500       | 330/2400-5400 | Volvo 850 2.3 T5                     | 1997               |
| 'B5234T5 | 8,5                      | Iniezione elettronica + turbocompressore e intercooler | 240/5500       | 330/2400-5400 | Volvo S70 2.3 T5                     | 1997-2000          |
| 'B5234T5 | 8,5                      | Iniezione elettronica + turbocompressore e intercooler | 240/5500       | 330/2400-5400 | Volvo S70 R Automatica               | 1997-2000          |
| 'B5234T5 | 8,5                      | Iniezione elettronica + turbocompressore e intercooler | 240/5500       | 330/2400-5400 | Volvo C70 Mk1 2.3 Turbo              | 1997-03            |
| B5234T7  | 8,5                      | Iniezione elettronica + turbocompressore e intercooler | 200/5200       | -             | Volvo S60 Mk1 2.3 T                  | 2000-04            |

### B524 (2.4 litri)
Questo motore è strettamente imparentato con il 1.9 B420, descritto precedentemente. Le misure di alesaggio e corsa sono infatti identiche (83x90 mm), ma i cilindri questa volta sono cinque: il 1.9, però, è arrivato dopo, mentre il 2.4 è stato introdotto nel 1991.

La cilindrata è di 2435 cm³. Del motore B524 sono esistite tre varianti, due aspirate e una sovralimentata:
- B5244S: la prima variante a debuttare è stata un aspirato dal rapporto di compressione pari a 10.3:1. La sua potenza massima era di 170 CV a 5900 giri/min, con una coppia massima di 230 Nm a 4600 giri/min. Questo motore ha trovato applicazione su diversi modelli Volvo e su un modello Renault. Presso la Casa francese questo motore era noto con la sigla N7U.
- B5244S2: questa è una variante sensibilmente depotenziata dell'unità precedente. La sua potenza massima raggiunge infatti 140 CV già a soli 4500 giri/min, con una coppia massima di 220 N m a 3000 giri/min. Il rapporto di compressione è rimasto invariato a 10.3:1.
- B5244T3: delle tre varianti dei 2.4 B524 modulari Volvo, questa è l'unica sovralimentata: dopo aver opportunamente abbassato il rapporto d compressione a 9:1, è stato montato un turbocompressore a bassa pressione corredato di intercooler, grazie al quale la potenza massima ha raggiunto 200 CV a 6000 giri/min, un valore non molto elevato per un 2.4 sovralimentato, ma che si spiega con la vera esigenza dei progettisti Volvo di realizzare in realtà un propulsore ricco di coppia. E infatti i 285 N m di punta garantiti dal propulsore vengono raggiunti già a 1800 giri/min, facendo di questo propulsore un'unità molto elastica.

Una sottovariante leggermente depotenziata erogava 193 CV di potenza massima e 270 N m di coppia massima, ed è stato montato sulle Volvo C70 Mk1 2.4T, sia in versione coupé che in versione cabriolet, prodotte dal 1997 al 2006.
Di seguito vengono riepilogate caratteristiche e applicazioni dei motori B524:
| Variante | Rapporto di compressione | Alimentazione                    | Potenza CV/rpm | Coppia Nm/rpm | Applicazioni            | Anni di produzione         |
| -------- | ------------------------ | -------------------------------- | -------------- | ------------- | ----------------------- | -------------------------- |
| B5244S   | 10,3                     | Iniezione elettronica multipoint | 170/5900       | 230/4500      | Volvo C30 2.4 20v       | 2006-10                    |
| B5244S   | 10,3                     | Iniezione elettronica multipoint | 170/5900       | 230/4500      | Volvo S40/V50 2.4 170CV | 2004-09 (non per l'Italia) |
| B5244S   | 10,3                     | Iniezione elettronica multipoint | 170/5900       | 230/4500      | Volvo S60 Mk1 2.4 170CV | 2000-09                    |
| B5244S   | 10,3                     | Iniezione elettronica multipoint | 170/5900       | 230/4500      | Volvo C70 Mk1 2.4 170CV | 2006-10                    |
| B5244S   | 10,3                     | Iniezione elettronica multipoint | 170/5900       | 220/4800      | Volvo 850 2.5 20v GLT   | 1991-96                    |
| B5244S   | 10,3                     | Iniezione elettronica multipoint | 170/5900       | 220/4800      | Volvo S70 2.4 170CV     | 1999-2000                  |
| B5244S   | 10,3                     | Iniezione elettronica multipoint | 170/5900       | 220/4800      | Volvo C70 Mk1 2.4 170CV | 1999                       |
| B5244S   | 10,3                     | Iniezione elettronica multipoint | 170/5900       | 225/4500      | Volvo V70 Mk1 2.4 170CV | 1997-2000                  |
| B5244S   | 10,3                     | Iniezione elettronica multipoint | 170/5900       | 225/4500      | Volvo V70 Mk2 2.4 170CV | 2000-07                    |
| B5244S   | 10,3                     | Iniezione elettronica multipoint | 170/5900       | 225/4500      | Volvo S80 Mk1 2.4 170CV | 1998-2006                  |
| B5244S   | 10,5                     | Iniezione elettronica multipoint | 164/6000       | 211/4000      | Renault Safrane 2.4 RXT | 1996-2000                  |
| B5244S2  | 10,3                     | Iniezione elettronica multipoint | 140/4500       | 220/3000      | Volvo S40/V50 2.4 140CV | 2004-08                    |
| B5244S2  | 10,3                     | Iniezione elettronica multipoint | 140/4500       | 220/3000      | Volvo 850 2.5           | 1995-97                    |
| B5244S2  | 10,3                     | Iniezione elettronica multipoint | 140/4500       | 220/3000      | Volvo S70 2.4 140CV     | 1999-2000                  |
| B5244S2  | 10,3                     | Iniezione elettronica multipoint | 140/4500       | 220/3000      | Volvo S60 Mk1 2.4 140CV | 2000-09                    |
| B5244S2  | 10,3                     | Iniezione elettronica multipoint | 140/4500       | 220/3000      | Volvo C70 Mk2 2.4 140CV | 2006-10                    |
| B5244S2  | 10,3                     | Iniezione elettronica multipoint | 140/4500       | 220/3000      | Volvo V70 Mk1 2.4 140CV | 1997-2000                  |
| B5244S2  | 10,3                     | Iniezione elettronica multipoint | 140/4500       | 220/3000      | Volvo V70 Mk2 2.4 140CV | 2000-07                    |
| B5244S2  | 10,3                     | Iniezione elettronica multipoint | 140/4500       | 220/3000      | Volvo S80 Mk1 2.4 140CV | 1998-2006                  |
| B5244T3  | 9                        | Iniezione elettronica multipoint | 200/6000       | 285/1800-5000 | Volvo V70 Mk2 2.4T      | 2000-03                    |
| B5244T3  | 9                        | Iniezione elettronica multipoint | 200/6000       | 285/1800-5000 | Volvo XC70 2.4T         | 2000-02                    |
| B5244T3  | 9                        | Iniezione elettronica multipoint | 200/6000       | 285/1800-5000 | Volvo S60 Mk1 2.4T      | 2000-02                    |
| B5244T3  | 9                        | Iniezione elettronica multipoint | 193/5100       | 270/1800-5000 | Volvo C70 Mk1 2.4T      | 1997-06                    |

### B525 (2.5 litri)

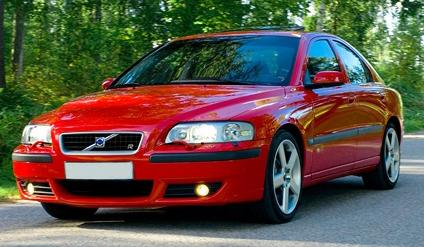
La Volvo S60 R monta il più potente tra i motori modulari Volvo, il 2.5 litri turbo di 300 CV

Questo motore non è altro che una versione a corsa allungata del motore B524. Infatti, lasciando invariata la misura dell'alesaggio, è stata allungata la corsa di 3.2 mm, arrivando così a 93.2. La cilindrata totale è lievitata quindi a 2512 cm³.

Tra le novità introdotte con questo motore, che ha esordito nel 2002, sono da ricordare il collettore di aspirazione in lega di alluminio e la fasatura variabile.

Il motore B525 è stato proposto in tre varianti fondamentali, tutte sovralimentate con turbocompressore, impostato a diversi livelli di pressione a seconda della variante stessa:
- B5254T2: la prima variante è caratterizzata da un rapporto di compressione pari a 9:1. La potenza massima raggiunge 209 CV a 5000 giri/min, e la coppia massima è di 320 Nm tra 1500 e 4500 giri/min. Questo motore ha tra l'altro sostituito un altro modulare, il 2.9 B6294S: dalla prima metà del 2006, la potenza è stata ridotta a 200 CV a 4800 giri/min, con coppia massima di 300 N m a 1500 giri/min.
- B5254T3: questa è la variante intermedia: il rapporto di compressione è di 9:1, per una potenza massima che sale a 220 CV a 5000 giri/min, con coppia massima di 320 tra 1500 e 4500 giri/min, come nelle prime versioni dell'unità appena descritta. Questo motore, nel 2007, ha conosciuto un incremento di potenza, passata a 230 CV.
- B5254T4: questa sigla cela la variante di punta del 2.5 Turbo modulare, nonché la variante più potente tra i modulari Volvo stessi. Questa unità motrice è caratterizzata da un rapporto di compressione abbassato a 8,5:1 e dalla pressione di sovralimentazione aumentata (fino a 2 bar). La potenza massima raggiunge 300 CV a 5500 giri/min, con un picco di coppia pari a 400 N m a 1950 giri/min.

Di seguito vengono riepilogate caratteristiche e applicazioni dei motori B525:
| Variante | Rapporto di compressione | Potenza CV/rpm | Coppia Nm/rpm | Applicazioni             | Anni di produzione |
| -------- | ------------------------ | -------------- | ------------- | ------------------------ | ------------------ |
| B5254T2  | 10,3                     | 209/5000       | 320/4500      | Volvo S60 Mk1 2.5 T AWD  | 2002-09            |
| B5254T2  | 10,3                     | 209/5000       | 320/4500      | Volvo S80 Mk1 2.5 T      | 2003-06            |
| B5254T2  | 10,3                     | 209/5000       | 320/4500      | Volvo V70 Mk2 2.5 T      | 2002-07            |
| B5254T2  | 10,3                     | 209/5000       | 320/4500      | Volvo XC70 Mk2 2.5 T     | 2002-07            |
| B5254T2  | 10,3                     | 209/5000       | 320/4500      | Volvo XC90 2.5 T         | 2002-06            |
| B5254T2  | 9                        | 200/4800       | 300/1500-4500 | Volvo V70 Mk3 2.5 FT     | 2007-09            |
| B5254T2  | 9                        | 200/4800       | 300/1500-4500 | Volvo S80 Mk2 2.5 FT     | 2006-09            |
| B5254T3  | 9                        | 220/5000       | 320/1500-4500 | Volvo C30 2.5 T5         | 2006-08            |
| B5254T3  | 9                        | 220/5000       | 320/1500-4500 | Volvo S40/V50 2.5 T5 AWD | 2004-07            |
| B5254T3  | 9                        | 220/5000       | 320/1500-4500 | Volvo C70 MK2 2.5 T5     | 2006-07            |
| B5254T3  | 9                        | 230/5000       | 320/1500-5000 | Volvo C30 2.5 T5         | dal 2008           |
| B5254T3  | 9                        | 230/5000       | 320/1500-5000 | Volvo S40/V50 2.5 T5 AWD | dal 2007           |
| B5254T3  | 9                        | 230/5000       | 320/1500-5000 | Volvo V70 Mk3 2.5 T/FT   | dal 2009           |
| B5254T3  | 9                        | 230/5000       | 320/1500-5000 | Volvo C70 MK2 2.5 T5     | dal 2007           |
| B5254T3  | 9                        | 230/5000       | 320/1500-5000 | Volvo S80 Mk2 2.5 T      | dal 2009           |
| B5254T4  | 8,5                      | 300/5500       | 400/1950-5250 | Volvo S60 2.5 R          | 2003-07            |
| B5254T4  | 8,5                      | 300/5500       | 400/1950-5250 | Volvo V70 Mk2 2.5 R      | 2003-07            |

### B625: 2.5 litri

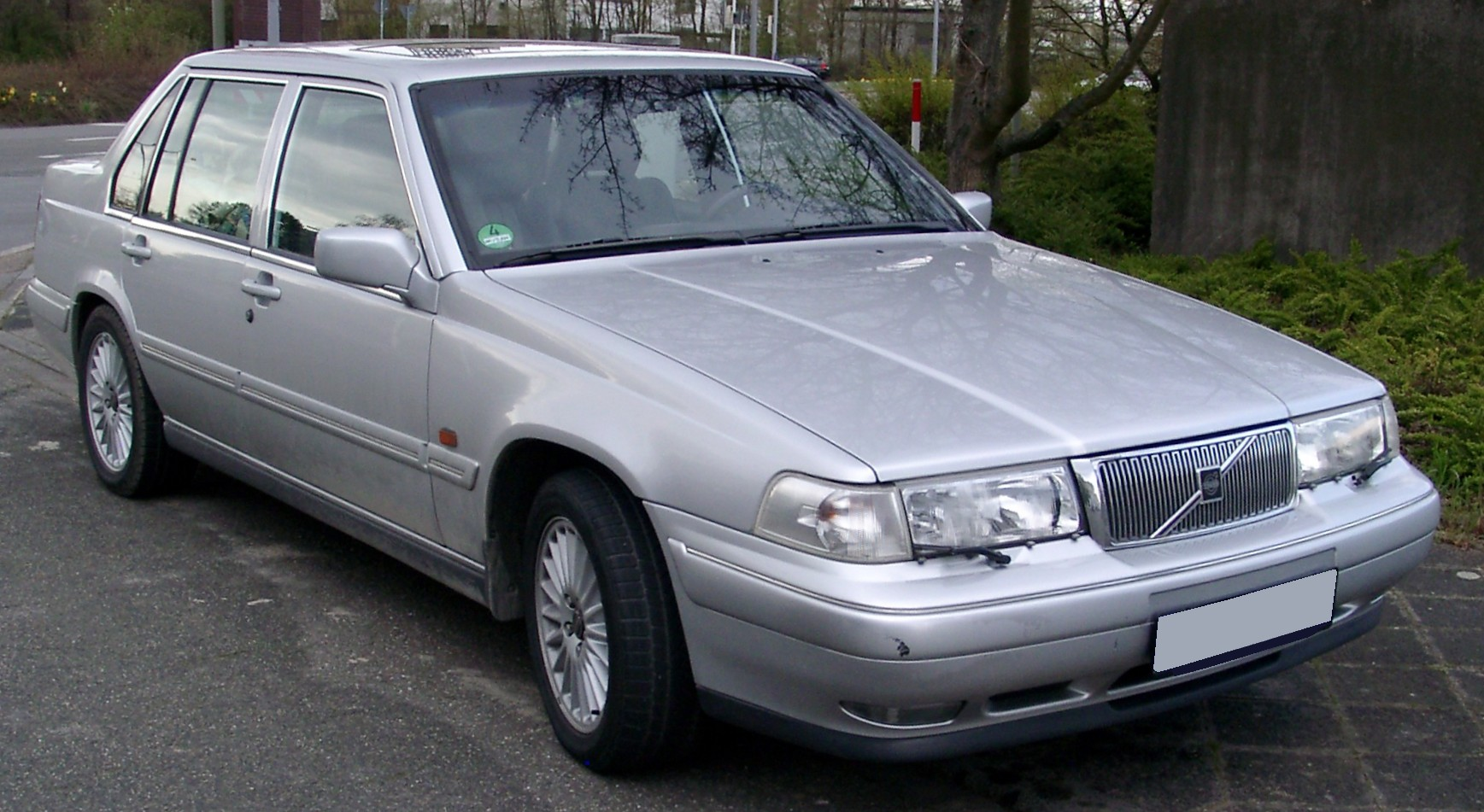
Le Volvo 960 2.5 montavano il motore B6254S

Il motore B525 non è stato l'unico 2.5 a far parte della famiglia dei modulari Volvo: anni prima ne è esistito un altro, molto diverso, la cui principale differenza è strutturale e consiste nell'architettura a 6 cilindri in linea. Questo motore è stato introdotto nel 1995 con la sigla B6254S. Le sue misure di alesaggio e corsa erano di 81x80 mm, per una cilindrata complessiva di 2473 cm³. Più in dettaglio, questo 2.5 a 6 cilindri è il risultato di un processo di "miniaturizzazione" del motore B6304S, le cui misure di alesaggio e corsa erano di 83x90 mm. Il motore B6254S era caratterizzato da un rapporto di compressione di 10.5:1 ed erogava una potenza massima di 170 CV a 5700 giri/min, mentre la coppia massima era di 230 N m a 4400 giri/min.

Questo motore è stato proposto anche nella variante ottimizzata per un utilizzo senza catalizzatore, prevista nei Paesi che non fanno uso di carburanti senza piombo. Tale variante è nota come B6254G. In ogni caso, indipendentemente dalla sigla utilizzata, questo motore è stato montato sulle Volvo 960 2.5 24v (1995-97).

### B628: 2.8 litri

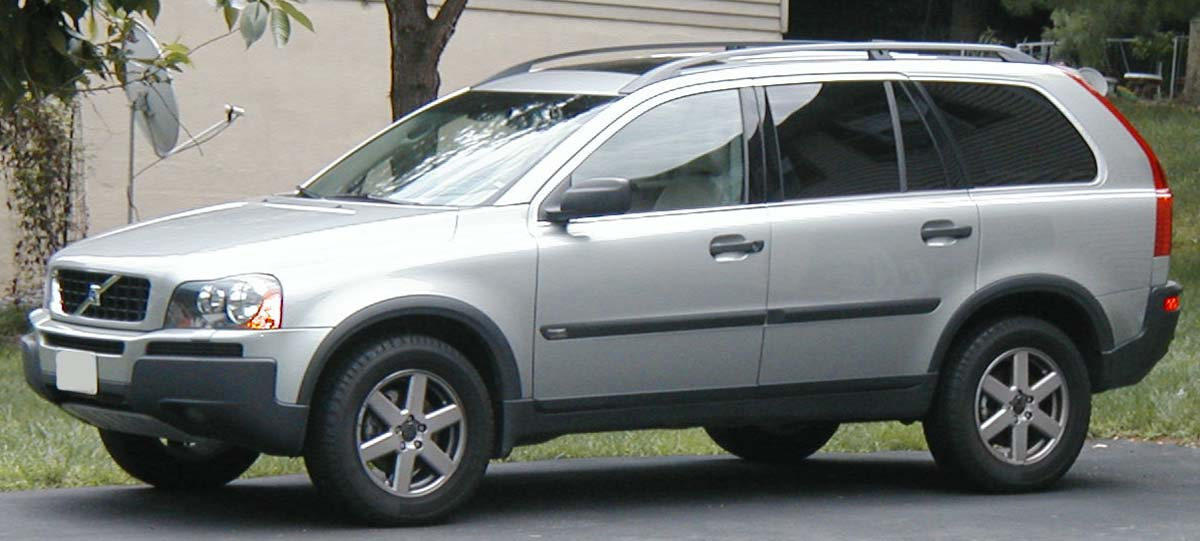
I SUV Volvo XC90 hanno montato anche motori B6284T

Il motore B628 è stato introdotto alla fine degli anni novanta, ed è stato ottenuto in pratica dall'allungamento della corsa del 6 cilindri 2.5 appena visto. La corsa è stata infatti riportata agli originari 90 mm. Con queste misure (81x90 mm), la cilindrata è potuta salire a 2783 cm³. Questo motore è stato proposto in un'unica variante, siglata B6284T, sovralimentata da doppio turbocompressore con due intercooler, caratterizzata da un rapporto di compressione di 8.5:1, e in grado di erogare 272 CV di potenza massima a 5400 giri/min, con un picco di coppia pari a 382 N m a 2000 giri/min. Questo motore è stato montato su:
- Volvo S80 Mk1 2.8 T6 (1998-2001);
- Volvo XC90 2.8 T6 (2003-05).

### B630 e B629: 2.9 litri

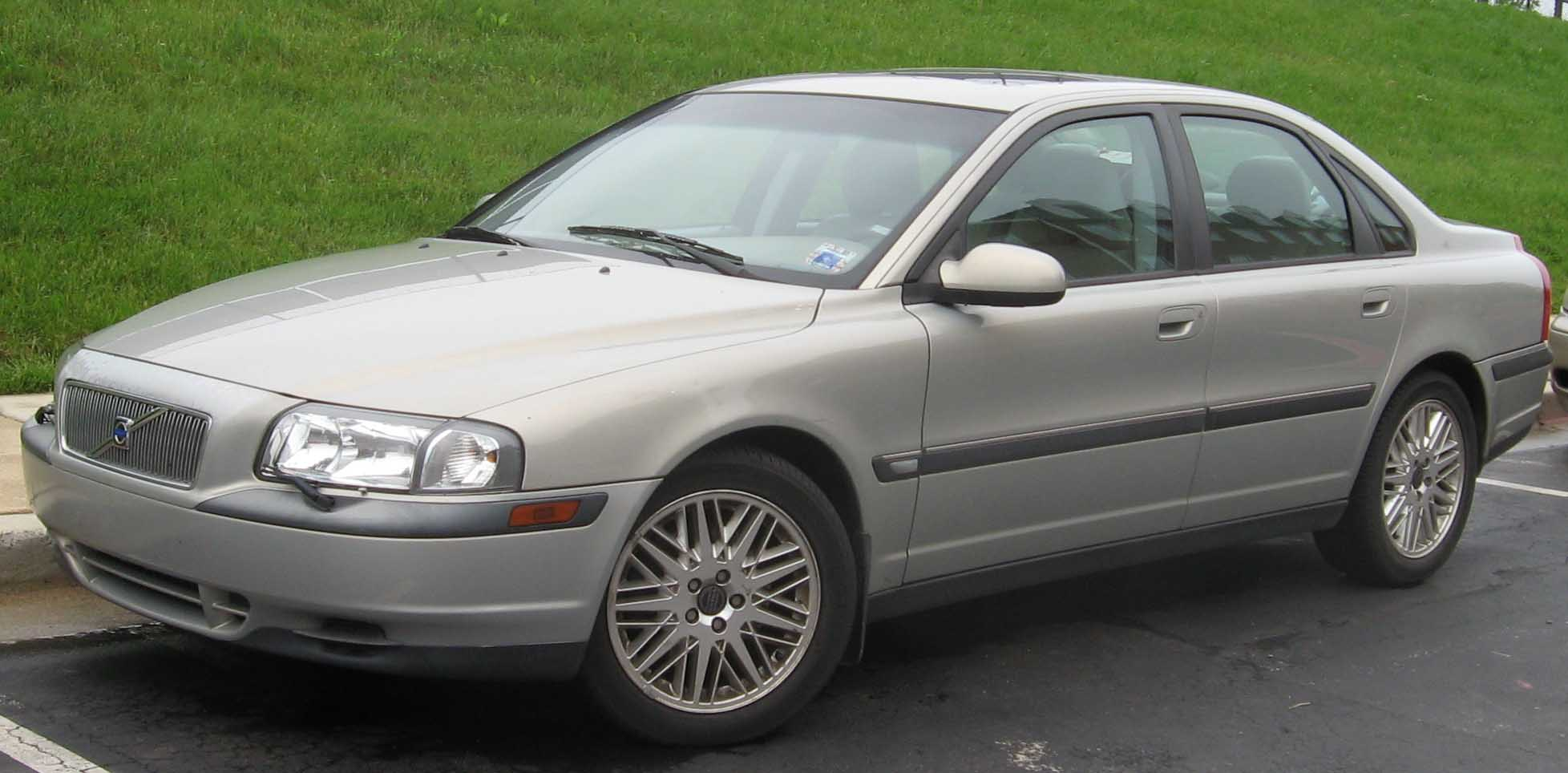
La Volvo S80 prima serie è uno dei modelli che montavano il motore 6 cilindri modulare da 2.9 litri

Queste due sigle rappresentano il top di gamma dei motori modulari Volvo. Queste motorizzazioni sono state riservate alle vetture di punta della gamma e sono state le capostipiti dei modulari Volvo. Tutti questi motori sono caratterizzati, oltre che dall'architettura a 6 cilindri, anche da misure di alesaggio e corsa pari a 83x90 mm, che poi sono le stesse che si ritrovano anche sul 2.4 B524 e sul 1.9 B420. Nel caso del 6 cilindri, la cilindrata è di 2922 cm³.

Questi motori sono stati proposti in tre varianti, così caratterizzate:
- B6304S: questa sigla cela il primo 6 cilindri modulare Volvo della storia. Ha debuttato nel 1990 ed era caratterizzato da un rapporto di compressione di 10.5:1. La potenza massima era inizialmente di 204 CV a 6000 giri/min, con una coppia massima di 267 N m a 4200 giri/min. Alcuni modelli Volvo sono stati equipaggiati da una sottovariante depotenziata di questo motore, che erogava 180 CV.
- B6294S: questa è una versione aggiornata del precedente B6304S. La differenza principale consiste nell'arrivo della fasatura variabile, assente sul precedente 2.9, la quale ha permesso di ottimizzare i consumi di carburante e di incrementare leggermente la coppia motrice, il cui valore massimo è passato da 267 a 281 N m a 4200 giri/min. La potenza massima, invece, è di 194 CV a 6000 giri/min. Questo motore ha trovato applicazione sulla Volvo S80 Mk1 24v ed è stato sostituito dal modulare B5254T2, descritto in precedenza.
- B6294T: è l'unica variante sovralimentata dei modulari Volvo da 2.9 litri, e ha sostituito l'unità B6284T. Anche in questo caso la sovralimentazione avviene grazie a un turbocompressore a bassa pressione dotati di intercooler. La potenza massima raggiunge 272 CV a 5200 giri/min, con un picco di coppia massima pari a 380 N m pressoché costanti tra 1800 e ben 5000 giri/min.

Di seguito vengono riepilogate caratteristiche e applicazioni dei motori B629:
| Variante | Rapporto di compressione | Alimentazione                            | Potenza CV/rpm | Coppia Nm/rpm  | Applicazioni                | Anni di produzione                |
| -------- | ------------------------ | ---------------------------------------- | -------------- | -------------- | --------------------------- | --------------------------------- |
| B6304S   | 10,5                     | Iniezione elettronica multipoint         | 204/6000       | 267/4200       | Volvo S80 Mk1 2.9 24v       | 1998-2002                         |
| B6304S   | 10,5                     | Iniezione elettronica multipoint         | 204/6000       | 267/4200       | Volvo 960 2.9 24v           | 1990-98                           |
| B6304S   | 10,5                     | Iniezione elettronica multipoint         | 204/6000       | 267/4200       | Volvo S90/V90 2.9 24v       | 1996-98                           |
| B6304S   | 10,7                     | Iniezione elettronica multipoint         | 180/5200       | 260/4350       | Volvo S90/V90 2.9 24v 180CV | 1996-98                           |
| B6294S   | -                        | Iniezione elettronica multipoint         | 194/6000       | 281/4200       | Volvo S80 Mk1 24v           | 2001-05                           |
| B6294T   | 8,5                      | Iniezione elettronica + turbocompressore | 272/5200       | 380/ 1800-5000 | Volvo S80 Mk1 2.9 T6        | 2001-06                           |
| B6294T   | 8,5                      | Iniezione elettronica + turbocompressore | 272/5200       | 380/ 1800-5000 | Volvo XC90 2.9 T6           | 2003-06 (solo per alcuni mercati) |